# 岡田典弘
岡田 典弘（おかだ のりひろ、1947年10月17日 - ）は、日本の分子進化学者、分子生物学者。系統関係を決定するための新しい手法、いわゆるレトロポゾン法を考案し、これを用いてクジラらとカバが近縁であることを証明した。東京工業大学大学院生命理工学研究科教授を定年退職後、国立成功大学教授（台湾）、国際科学振興財団主席研究員/シーラカンス研究所所長を経て、現在北里大学特任教授、長浜バイオ大客員教授、および東工大名誉教授。

## 来歴・人物
東京都に生まれる。開成中学校・高等学校を経て、1967年に東京大学理科II類入学。学部学生時代は演劇に熱中する。1973年同大学農学部農芸化学科卒業。1975年、同大学薬学系研究科修士課程修了。1978年、同大学薬学系研究科修了、薬学博士。同年より米国NIH研究員。1979年、筑波大学生物科学系講師。1988年、同助教授。1992年より東京工業大学生命理工学部教授。2000年より同生命理工学研究科教授。2013年に同定年退職。2012年より台湾国立成功大学でRNA-seq法を用いて「闘魚」の脳の分析を開始。2013年より国際科学振興財団主席研究員、2017年より漢方薬の研究を開始。2020年4月より北里大学で特任教授として「分子生物学的観点からの先制医療」に挑む。
- レトロポゾンの一種である短鎖散在反復配列（SINEと略称、サインと読む）がtRNA（転移RNA）を起源として進化して来たことを、筑波大学の講師の時代、30歳代の半ばで発見した。もともと分子生物学者であるがこの時より分子進化学に興味を持つ。SINEが一度ゲノム中に挿入されると再び出ることはないという性質を利用したレトロポゾン法（SINE法）を考案し、従来決定されることが出来なかった多くの系統関係を決定する。クジラとカバが近縁であることの証明は有名 (論文25,26）。この方法によってほ乳動物のほとんどの系統が解明されている（例えば馬とコウモリの近縁性など、論文16）。その他、サケ属の系統関係、歯クジラ (論文23）および髭クジラの系統関係、カメの系統関係、水鳥類の系統関係 (論文2) の解明がある。最近では、北方獣類、アフリカ獣類、貧歯類という三つの有胎盤哺乳類の祖先系統が同時に分岐したことを証明した。更に地質学者の丸山茂徳（博士）との共同研究で、この系統の分岐は1億2千万年前に大陸の分断と同時に起こったのではないかという仮説を提唱している。この研究はDNA情報をもとに新しい地質学的仮説が提唱された初めての例である (論文10）。このレトロポゾン法による系統関係決定法は、従来の塩基配列の比較による系統関係推定とは決定的に異なっている。レトロポゾン法は統計的手法を必要としない新しい方法であり、間違える事のない確実な系統関係を与えるという事は既に世界的に確立しており (論文24）、多くの進化系統学に関する教科書にも引用され、世界の多くの研究室でこの方法を用いて多くの系統関係が決定されつつある。
- このレトロポゾン法の開発の基礎になる研究としてSINEの増幅機構の研究がある。SINEの3’末端はLINEの3’末端と同じ配列を持つ事が示された。更にLINEにコードされる逆転写酵素がLINE自身の3’末端を認識して増幅をするのと同様に、この逆転写酵素がSINEの3’末端を認識してSINEが増幅するというモデルを提唱し、実際にそれを分子生物学的に証明し、論文がCell誌に出版される (論文21）。更にLINEの挿入機構に関し新しいモデルを提唱する （論文4,5,8,14）。これらのレトロポゾンの増幅機構に関する基礎研究は、「一度挿入されたら抜け出ない。」というレトロポゾン法の基礎の確立に貢献している。
- 従来レトロポゾンは機能を持たないジャンクDNAであると考えられてきたが、ゲノム中の何もコードしていないが保存されている配列 (Conserved Non-coding Element; CNE) の一部にSINEが存在する事を見いだし、大進化にSINEが関与する可能性を世界で初めて提示する（論文17）。更に実験により、ほ乳動物の脳形成にSINEが関与する事を証明し (論文12）、レトロポゾンの進化的役割に関し世界をリードする研究を展開した。
- アフリカカワスズメ魚類の種形成の機構に興味を持ち、2003年より6年間、文科省科研費特定領域研究「種形成の分子機構」の領域代表者として、ビクトリア湖に調査隊を派遣し、ビクトリア湖シクリッドの標本について小冊子をまとめる。カワスズメ魚類の種分化には色彩の認識が重要であることに着目し（論文15,19)、Seehausenと共同研究を行い、世界で初めて感覚器適応種分化を提唱し、Natureのarticleに論文が出版される (論文11)。カワスズメ魚類のゲノムコンソーシアムに参加して、ゲノム論文を纏めるのに貢献する（論文3)。
- 東工大の教授時代に、タンザニア水産学研究所と岡田研究室との共同研究として、ワシントン条約発行後初めてシーラカンスの日本への輸入を果たす（2005年11月）。このシーラカンスは2007年12月21日、奇しくもシーラカンスの南ア共和国での発見日に東工大で秋篠宮文仁親王を招いて解剖が行われる。2頭目が輸入されたのは2007年10月で、このシーラカンスは全長170cmの世界で最大のもの、世界で初めて全身のプラスティネーション化（水分をプラスティックに置き換えて永久保存を可能にする方法）を施した。さらにこの後、3頭同時に輸入され、東工大の当時のコレクションは成魚5頭、稚魚10頭、卵6個に及ぶ世界最大のコレクションとなった。2009年10月5日には、魚類学者でもある天皇を招き東工大で卵を持つシーラカンスの解剖が行われる。岡田は東工大定年後、国際科学振興財団の主席研究員（シーラカンス研究所所長）となり、それに伴ってこれらのシーラカンス標本は研究継続のため国際科学振興財団に移されることになった。2013年には、オールジャパンの体制で進めていたシーラカンスゲノムの配列が決定され、Genome Res.に出版される (文献6）。
- 2013年より台湾国立成功大学教授を兼任するが、そこで闘魚の研究を始めた。オスの二匹の闘魚が喧嘩をしている時には、その行動もまた転写産物も同調するという現象を発見する (論文1）。この転写産物の同調という現象は、闘争ばかりでなく共感のような高等動物が対を作った時に観察される普遍的な現象ではないかと思われる。
- 2017年より漢方薬の効能を分子生物学的に解明する研究に着手。イントロン・リテンションが未病の指標になるということを提唱している。

## 主な受賞・叙勲歴
- 東レ科学技術賞(2010)[1]
- 紫綬褒章受章(2007)[1]
- 日本遺伝学会木原賞(2006)[1]
- 藤原賞(2006)[1]
- 日本進化学会木村賞(2003)[1]
- AAAS(The American Association for the Advancement of Science)のFellowに選出(2001)[1]
- 木原記念財団学術賞(1996)[1]
- これまでの研究の歴史は、岡田典弘著「科学者の冒険」（2017年クバプロ刊）に詳しい。

## 著書・論文
1. Vu TD, Iwasaki Y, Shigenobu S, Maruko A, Oshima K, (15 coauthors), Okada N.   Behavioral and brain-transcriptomic synchronization between the two opponents of a fighting pair of the fish Betta splendens.   PLOS Genet. (2020) 16:e1008831. doi: 10.1371/journal.pgen.1008831
2. Kuramoto T, Nishihara H, Watanabe M, and Okada N.   Determining the Position of Storks on the Phylogenetic Tree of Waterbirds by Retroposon Insertion Analysis.  Genome Biology and Evolution, 7(12):3180–3189. doi:10.1093/gbe/evv213 (2015)
3. Brawand D, (63coauthors), Okada N, (11coauthors).  The genomic substrate for adaptive radiation in African cichlid fish. Nature,doi:10.1038/nature13726 (2014)
4. Yamaguchi K, Kajikawa M, and Okada N. Integrated mechanism for the generation of the 5′ junctions of LINE inserts. Nucleic Acids Research, Dec 1,42 (21):13269-79. doi: 10.1093/nar/gku1067 (2014)
5. Hayashi Y, Kajikawa M, Matsumoto T, and Okada N. Mechanism by which a LINE protein recognizes its 3′ tail RNA.  Nucleic Acids Research, Aug 20, doi: 10.1093/nar/gku753 (2014)
6. Nikaido M (27 coauthors) Okada,N. Coelacanth genomes reveal signatures for evolutionary transition from water to land. Genome Res. 1, October (2013)
7. Yoshida K, Terai Y, Mizoiri S, Aibara M, Nishihara H, Watanabe M, Kuroiwa A, Hirai H, Hirai Y, Matsuda Y, Okada N. B chromosomes have a functional effect on female sex determination in lake victoria cichlid fishes. PLoS Genet. 2011 Aug;7(8):e1002203. (2011)
8. Suzuki J, Yamaguchi K, Kajikawa M, Ichiyanagi K, Adachi N, Koyama H, Takeda S and Okada N. Genetic evidence that the non-homologous end-joining repair pathway is involved in LINE retrotransposition. PLoS Genetics. 5, e1000461 (2009)
9. Nishihara H, Maruyama S, Okada N. Retroposon analysis and recent geological data suggest near-simultaneous divergence of the three superorders of mammals. Proc Natl Acad Sci USA. Mar 31; 106(13):5235-40 (2009)
10. Nishihara H, Maruyama S, Okada N.Retroposon analysis and recent geological data suggest near-simultaneous divergence of the three superorders of mammals. Proc Natl Acad Sci USA. 106(13):5235-40(2009)
11. Seehausen O, Terai Y, Magalhaes I.S, Carleton K.L, Mrosso H.D.J, Miyagi R, Sluijs V.I, Schneider M.V, Maan M, Tachida H, Imai H, Okada N. Speciation through sensory drive in cichlid fish. Nature, 455(7213) 620-6 (2008)
12. Sasaki T, Nishihara H, Hirakawa M, Fujimura K, Tanaka M, Kokubo N, Kimura-Yoshida C, Matsuo I, Sumiyama K, Saitou N, Shimogori T, Okada N. Possible involvement of SINEs in mammalian-specific brain formation. Proc Natl Acad Sci USA. 105(11), 4220-5 (2008)
13. Piskurek O, Okada N. Poxviruses as possible vectors for horizontal transfer of retroposons from reptiles to mammals. Proc Natl Acad Sci USA. 104(29):12046-51 (2007)
14. Ichiyanagi K, Nakajima R, Kajikawa M, Okada N. Novel retrotransposon analysis reveals multiple mobility pathways dictated by hosts. Genome Res. Jan;17(1):33-41 (2007)
15. Terai Y, Seehausen O, Sasaki T, Takahashi K, Mizoiri S, Sugawara T, Sato T, Watanabe M, Konijnendijk N, Mrosso HD, Tachida H, Imai H, Shichida Y, Okada N. Divergent Selection on Opsins Drives Incipient Speciation in Lake Victoria Cichlids. PLoS Biol. 5;4(12):e433 (2006)
16. Nishihara H, Hasegawa M, Okada N. Pegasoferae, an unexpected mammalian clade revealed by tracking ancient retroposon insertions. Proc Natl Acad Sci USA. 103(26),　9929-9934 (2006)
17. Nishihara H, Smit AF, Okada N. Functional noncoding sequences derived from SINEs in the mammalian genome. Genome Res. 22 (2006)
18. Sugawara T, Terai Y, Imai H, Turner G F, Koblmuller S, Sturmbauer C, Shichida Y, and Okada N. Parallelism of amino acid changes at the RH1 affecting spectral sensitivity among deep-water cichlids from Lakes Tanganyika and Malawi. Proc. Natl. Acad. Sci. USA 102, 5448-5453 (2005)
19. Terai Y, Morikawa N, Kawakami K, and Okada N. The complexity of alternative splicing of hagoromo mRNA is increased in an explosively speciated lineage in East African cichlids. Proc. Natl. Acad. Sci. U S A. 28, 12798-12803 (2003)
20. Terai Y, Mayer W E, Klein J, Tichy H, and Okada N. The effect of selection on a long wavelength-sensitive (LWS) opsin gene of Lake Victoria cichlid fishes.  Proc. Natl. Acad. Sci. USA. 99, 15501-15506 (2002)
21. Kajikawa M, and Okada N. LINEs Mobilize SINEs in the Eel through a Shared 3' Sequence. CELL 111, 433-444 (2002)
22. Ogiwara I, Miya M, Ohshima K, and Okada N. V-SINEs: a new superfamily of vertebrate SINEs that are widespread in vertebrate genomes and retain a strongly conserved segment within each repetitive unit. Genome Res. 12, 316-324 (2002)
23. Nikaido M, Matsuno F, Hamilton H, Brownell R L Jr., Cao Y, Ding W, Zuoyan Z, Shedlock A M, Fordyce R E, Hasegawa M, and Okada N. Retroposon analysis of major cetacean lineages: the monophyly of toothed whales and the paraphyly of river dolphins. Proc. Natl. Acad. Sci. USA. 98, 7384-7389 (2001)
24. Shedlock A M, and Okada N. SINE Insertions : Powerful Tools for Molecular Systematics. BioEssays. 22, 148-160 (2000)
25. Nikaido M, Rooney A P, and Okada N Phylogenetic relationships among cetartiodactyls based on insertions of short and long interspersed elements: Hippopomamuses are the closest extant relatives of whales. Proc. Natl. Acad. Sci. USA. 96, 10261-10266 (1999)
26. Shimamura M, Yasue H, Ohshima K, Abe H, Kato H, Kishiro T, Goto M, Munechika I, and Okada N. Molecular evidence that whales form a clade within even-toed ungulates. Nature. 388, 666-670 (1997)